# Тарасовське Раменьє
Тара́совське Раме́ньє (рос. Тарасовское Раменье) — присілок у складі Підосиновського району Кіровської області, Росія. Входить до складу Підосиновського міського поселення.
Населення становить 12 осіб (2010, 15 у 2002).
Національний склад станом на 2002 рік — росіяни 100 %.